# Titularbistum Olena
Olena ist ein Titularbistum der römisch-katholischen Kirche.
Es geht zurück auf ein früheres Bistum der Kirchenprovinz Patras auf der Halbinsel Peloponnes in Griechenland. 
| Titularbischöfe von Olena |                                          |                                                                             |                    |                  |
| Nr.                       | Name                                     | Amt                                                                         | von                | bis              |
| 1                         | Raimondo Lezzoli OP                      | Apostolischer Vikar von Eastern Tonking {Tonkino Orientale} (Vietnam)       | 20. Oktober 1696   | 18. Januar 1706  |
| 2                         | Michael Portier                          | Apostolischer Vikar von Alabama und Florida (USA)                           | 26. August 1825    | 15. Mai 1829     |
| 3                         | Thomas Griffiths                         | Apostolischer Koadjutorvikar und Vikar von London Distrikt (Großbritannien) | 30. Juli 1833      | 12. August 1847  |
| 4                         | Sébastin-Théophille Neyret               | Apostolischer Vikar von Visakhapatnam (Indien)                              | 1849               | 5. November 1862 |
| 5                         | Agustín Cecilio Gómez de Carpena y Bolio |                                                                             | 22. September 1864 | 5. Oktober 1868  |
| 6                         | Jean-Marcel Touvier CM                   | Apostolischer Vikar von Abyssinia (Äthiopien)                               | 29. November 1869  | 4. August 1888   |
| 7                         | Joseph Robert Cowgill                    | Koadjutorbischof von Leeds (Großbritannien)                                 | 26. September 1905 | 7. Juni 1911     |
| 8                         | Luís Silva Lezaeta                       | Apostolischer Vikar von Antofagasta (Chile)                                 | 5. Januar 1912     | 3. März 1928     |
| 9                         | Paul Wang Wen-cheng (Uamuencem)          | Apostolischer Vikar von Shunking (Nanchong) (Republik China)                | 2. Dezember 1929   | 11. April 1946   |
| 10                        | Clemens Geiger CMPPS                     | Prälat von Xingo (Brasilien)                                                | 17. Januar 1948    | 14. Juni 1995    |